# Listă de partide politice din Țările de Jos

## Partide parlamentare
| CDA  | Christen Democratisch Appèl             |
| CU   | ChristenUnie                            |
| D66  | Democraten 66                           |
| GL   | GroenLinks                              |
| PvdA | Partij van de Arbeid                    |
| PvdD | Partij voor de Dieren                   |
| PVV  | Partij voor de Vrijheid                 |
| SGP  | Staatkundig Gereformeerde Partij        |
| SP   | Socialistische Partij                   |
| VVD  | Volkspartij voor Vrijheid en Democratie |

## Partide reprezantate în adunările provinciale sau în consilii locale

### Partide reprezentate în adunările provinciale
| GBF  | Gemeentebelangen Friesland |
| FNP  | Fryske Nasjonale Partij    |
| LB   | Leefbaar Brabant/BOF       |
|      | Leefbaar Zuid-Holland      |
|      | Limburgs Belang            |
| PNL  | Partij Nieuw Limburg       |
| PvhN | Partij voor het Noorden    |
| PVZ  | Partij voor Zeeland        |
|      | Sociaal Gelderland         |
| VSP  | Verenigde Senioren Partij  |
|      | Zeeuws Belang              |
|      |                            |

### Partide reprezentate în consiliile locale
| APT  | Anna Paulowna Transparant |
|      | Axielijst |
| BT   | Bladel Transparant |
| DG   | De Groenen |
| ...  | Duurzaam Nederland |
|      | Duurzaam Schagen |
|      | Gemeentebelangen Twenterand |
| Gkap | Goirlese Katholieke Arbeiders Partij |
| HBHA | Harlinger Belang en Harlinger Alternatief '97 |
| LA   | Leefbaar Alkmaar |
|      | Leefbaar Almere |
| LH   | Leefbaar Haarlem |
| LN   | Leefbaar Nederland |
| LR   | Leefbaar Rotterdam |
| LHN  | Lijst Hilbrand Nawijn, Zoetermeer |
|      | Lijst Riel Goirle |
| MT   | Middelburg Transparant |
|      | Nederland Mobiel |
| NCPN | Nieuwe Communistische Partij-NCPN |
| NE   | Nieuw Enkhuizen |
| NR   | Nieuw Rechts |
| ODS  | Open en Duidelijk Stede Broec |
| OMA  | Om Alkmaar |
| OPA  | Onafhankelijke Partij Alkmaar |
| P21  | Perspectief 21 |
|      | Progressief ..., zoals Progressief Ermelo, Progressief Westland, Progressief Oegstgeest en Progressief Warmond. Veelal een combinatiepartij van lokale leden van de PvdA, D66, GroenLinks en/of de SP. |
| PBZ  | Plaatselijk Belang Zwolle |
| SBM  | Stadsbelangen Mestreech |
|      | Stadspartijen, zoals Stadspartij Groningen en Stadspartij Zutphen-Warnsveld |
| SW   | Swollwacht |
| TB   | Texels Belang |
| VCP  | Verenigde Communistische Partij |
| VLO  | Vrije Lijst Oostflakkee |
| VMA  | Vereniging Mooi Alkemade |
| WG   | Werknemers Groepering |

## Partide reprezentate exclusiv în prima cameră a Parlamentului European
| OSF | Onafhankelijke Senaatsfractie |
| ET  | Europa Transparant            |

## Partide Inactive și Desființate

### Partide Inactive
| ABC          | Ad Bos Collectief                                       |
| AEL          | Arabisch Europese Liga                                  |
|              | conservatieven.nl                                       |
| CD           | Centrum Democraten                                      |
| CDDP         | Continue Directe Democratie Partij                      |
| DE           | Democratisch Europa                                     |
|              | DeZES                                                   |
|              | EénNL                                                   |
|              | Groen Vrij!                                             |
| IS           | Internationale Socialisten                              |
| ID           | Islam Democraten                                        |
| LDP (LibDem) | Liberaal Democratische Partij                           |
| LP           | Libertarische Partij                                    |
|              | LRVP - hetZeteltje                                      |
| LVF          | Lijst Vijf Fortuyn                                      |
|              | Nationale Alliantie                                     |
| NKP          | Nederlandse Klokkenluiders Partij                       |
| NMP          | Nieuwe Midden Partij                                    |
| NCPN         | Nieuwe Communistische Partij                            |
| NVU          | Nederlandse Volks Unie                                  |
| NT           | Nederland Transparant                                   |
| NWP          | Natuurwetpartij                                         |
|              | Onafhankelijk.nl                                        |
|              | Partij voor de Mens en alle overige Aardbewoners        |
| PNVD         | Partij voor Naastenliefde, Vrijheid en Diversiteit      |
| PRDV         | Partij voor Rechtvaardigheid, Daadkracht en Vooruitgang |
| PSP'92       | Pacifistisch Socialistische Partij 1992                 |
| PvdT         | Partij van de Toekomst                                  |
| PVMZ         | Partij Voor Meer Zelfstandigheid                        |
| Pvdi         | Partij voor de Informatiesamenleving                    |
| PVN          | Partij voor Nederland                                   |
| RVP          | Republikeinse Volks Partij                              |
| SAP          | Socialistisch Alternatieve Politiek                     |
| SMP          | Solide Multiculturele Partij                            |
|              | Tamara's Open Partij                                    |
| VIP          | Vooruitstrevende Integratie Partij                      |
| VSP          | Verenigde Senioren Partij                               |

### Partide Locale Inactive
|    | Amsterdam Anders / De Groenen |
| AT | Amsterdam Transparant         |
| ET | Ede Transparant               |
| HT | Huizen Transparant            |
| NN | Nijmegen Nu                   |
| RT | Rotterdam Transparant         |
| ZT | Zaanstad Transparant          |

### Partide desființate
| AOV     | Algemeen Ouderen Verbond                                     |
|         | Algemeene Bond van RK-kiesverenigingen                       |
| ANFB    | Algemeene Nederlandsche Fascisten Bond                       |
| ARP     | Anti-Revolutionaire Partij                                   |
|         | Anti-werkloosheidspartij                                     |
|         | Behoud Milieu Werk Maatschappij                              |
| BP      | Boerenpartij                                                 |
| BC      | Bejaarden Centraal                                           |
| BCS     | Bond van Christen-Socialisten                                |
|         | Bond van Vrije Liberalen                                     |
| CC      | Corporatieve Concentratie                                    |
| CDU     | Christelijk-Democratische Unie                               |
| CDP     | Christen-Democratische Partij                                |
|         | Christelijk-Historische Kiezersbond                          |
| CHP     | Christelijk-Historische Partij                               |
| CHU     | Christelijk Historische Unie                                 |
| CP      | Centrumpartij                                                |
| CPH     | Communistische Partij Holland                                |
| CPN     | Communistische Partij Nederland                              |
| CSP     | Christelijk-Sociale Partij                                   |
| CVP     | Christelijke Volkspartij                                     |
| DS'70   | Democratisch Socialisten '70                                 |
| EB      | Economische Bond                                             |
| ECVE    | Een Computer Voor Iedereen                                   |
| EVP     | Evangelische Volkspartij                                     |
|         | Friese Bond                                                  |
| FFF     | Frysk Fascisten Front                                        |
| GAP     | Grote Alliance Partij                                        |
| GMO     | God Met Ons                                                  |
| GPV     | Gereformeerd Politiek Verbond                                |
| HGSP    | Hervormd-Gereformeerde Staatspartij                          |
|         | Humanistische Partij                                         |
| KAO(ml) | Kommunistiese Arbeiders Organisatie (marxisties-leninisties) |
| KAPN    | Kommunistische Arbeiderspartij Nederland                     |
| KDP     | Katholiek Democratische Partij                               |
| KEN     | Kommunistiese Eenheidsbeweging Nederland                     |
|         | Kleine Partij                                                |
| KNP     | Katholiek Nationale Partij                                   |
| KVP     | Katholieke Volkspartij                                       |
| LSP     | Liberale Staatspartij "de Vrijheidsbond"                     |
|         | Liberale Unie                                                |
| MP S&L  | Middenpartij voor Stad en Land                               |
|         | Middenstandspartij                                           |
|         | Milieu Defensie Partij 2000+                                 |
|         | Nederlandsche Bond van Belastingbetalers                     |
| NBB     | Nationale Bond voor Bezuiniging                              |
| NBTMP   | Nationale Boeren-, Tuinders- en Middenstandspartij           |
| NFU     | Nederlandsche Fascisten Unie                                 |
| NMP     | Nederlandse Middenstandspartij                               |
| NNSP    | Nederlandsche Nationaal-Socialistische Partij                |
| NP      | Neutrale Partij                                              |
| NSB     | Nationaal-Socialistische Beweging                            |
| NSNAP   | Nationaal-Socialistische Nederlandsche Arbeiders Partij      |
| NSP     | Nationaal-Socialistische Partij                              |
|         | Nationale Unie                                               |
| NU      | Nederlandsche Unie                                           |
| NVP     | Nederlandsche Volkspartij                                    |
| OF      | Oranje-Fascisten                                             |
| OSDAP   | Oude SDAP                                                    |
| OSP     | Onafhankelijke Socialistische Partij                         |
| OU      | Ouderenunie                                                  |
| PB      | Plattelandersbond                                            |
| PDP     | Progressieve Democratische Partij                            |
| PDS     | Partij Democratisch-Socialisten                              |
| PPO     | Politieke Partij voor Ouderen                                |
| PPR     | Politieke Partij Radicalen                                   |
| PSO     | Partij voor Socialisme en Ontwapening                        |
| PSP     | Pacifistisch Socialistische Partij                           |
| PvdV    | Partij van de Vrijheid                                       |
| PVP     | Protestantse Volkspartij                                     |
| PU      | Protestantse Unie                                            |
|         | Radicale Bond                                                |
|         | Realisten Nederland                                          |
| RKSP    | Rooms-Katholieke Staatspartij                                |
| RKPN    | Rooms Katholieke Partij Nederland                            |
| RKVP    | Rooms-Katholieke Volkspartij                                 |
| RPF     | Reformatorisch Politieke Federatie                           |
| RSAP    | Revolutionair-Socialistische Arbeiderspartij                 |
| RSP     | Revolutionair Socialistische Partij                          |
| RVP     | Rechtse Volkspartij (opvolger Boerenpartij)                  |
| RVP     | Republikeinse Volkspartij                                    |
| SDAP    | Sociaal-Democratische Arbeiders Partij                       |
| SDB     | Sociaal-Democratische Bond                                   |
| SDP     | Sociaal-Democratische Partij                                 |
|         | Senioren 2000                                                |
|         | Staatkundige Federatie                                       |
| SMP     | Socialistische Minderheden Partij                            |
| SP      | Socialistische Partij (1918-1928)                            |
| SU      | Socialistische Unie                                          |
|         | Unie 55+                                                     |
| UNF     | Unie van Nederlandsche Fascisten                             |
|         | Vereeniging De Bezem                                         |
| VAR     | Vrij-Antirevolutionaire Partij                               |
| VCN     | VCN, Partij van Communisten in Nederland                     |
| VDB     | Vrijzinnig Democratische Bond                                |
| VDW     | Verbond tot Democratisering der Weermacht                    |
| VFP     | Vrouwenpartij voor Feministische Politiek                    |
| VIP     | Vrije Indische Partij                                        |
|         | Vooruitstevende Minderhedenpartij                            |
| VPvW    | Vooruitstrevende Partij voor de Wereldregering               |
| VNH     | Verbond voor Nationaal Herstel                               |
| VSG     | Vrije Socialistische Groep, Rapaille Partij                  |
| VV      | Vaderlandsch Verbond                                         |
| VVA     | Verbond van Actualisten                                      |
| VVN     | Verbond van Nationalisten                                    |
| ZF      | Zwart Front                                                  |

## Vezi și
- Liste de partide politice din diferite țări